# Остап Васютенко
Оста́п Васютенко (*д/н —після 1667) — український політичний і військовий діяч, кошовий отаман Війська Запорізького Низового. Мав прізвисько Чемерис.

## Життєпис
За деякими відомостями, походив з польських татар. Перша згадка відноситься до 1649 року, коли був козаком Лазаревої сотні Черкаського полку. Вже у 1666 році був у складі посольсьвта Запорізької Січі до Москви.
У січні 1667 року обраний кошовим отаманом. Виступав проти засилля московських воєвод на Лівобережній Україні, критикував політику гетмьмана Івана Брюховецького. Водночас Васютенка та запорожців не задовольнило Андрусівське перемир'я, що означало поділ України по Дніпру.
21 (за іншими відомостями 26) травня 1667 року біля Січі козаки втопили в Дніпрі царське посольство, що їхало через Січ до кримського хана Аділь Ґерая на чолі з боярином Єфимом Лодижинським, а кошовий послав Брюховецькому листа, дорікаючи, що то він, гетьман, своїми вчинками призвів до загибелі московського посла. Водночас наполягав на необхідності пробачити вбивць московитів.
Цей лист запорозького товариства справив на Брюховецького неабияке враження, він уперше замислився, чи втримається на гетьманстві проти волі Запоріжжя. Тому листа запорожців надіслав царю з проханням прислати йому (Брюховецькому) якнайбільше війська, щоб обороняти його.
За незрозумілих обставин, ймовірно, завдяки діям Брюховецького та московських воєвод, кошового Васютенка в червні 1667 року позбавили булави, обравши отаманом Івана Ждана. Про подальшу долю Чемериса немає інформації.